# شركة الحسن غازي إبراهيم شاكر
الحسن غازي إبراهيم شاكر أو شاكر هي شركة مساهمة سعودية تأسست في أبريل 1994 وأدرجت ضمن سوق الأسهم السعودية بداية من مايو 2010.
يتمثل نشاط الشركة في تصنيع وتجارة الجملة والتجزئة في أجهزة التكييف المختلفة والأجهزة المنزلية. كما أن مجموعة شاكر موزع حصري للعديد من العلامات التجارية المتميزة في السوق السعودي مثل إل جي ومايتاج وأنديست وأريستون وديلونغي وأميريكان ستاندرد وميديا.

## النشاط
تصنيع المكيفات بكافة أنواعها (شباك - سبليت داكت - مركزية) وجميع قطع الغيار المكملة لها. تجارة الجملة والتجزئة للمكيفات والأجهزة المنزلية والكهربائية. الوكالات التجارية ووكالات التوزيع.

## التاريخ
تعتبر الشركة امتداد للنشاط الذي بدأه إبراهيم شاكر منذ عام 1950م في ريادة مجال توفير أجهزة التكييف والأجهزة المنزلية للسوق السعودي. حاليا تعتبر الشركة مظلة لمجموعة شركات تتعامل بعدة علامات تجارية لمكيفات وأجهزة منزلية ذات صيت عالمي.

## البيانات
| تاريخ التأسيس | تاريخ الادراج | الرمز الدولي | نهاية السنة المالية | مراجعي الحسابات      |
| ------------- | ------------- | ------------ | ------------------- | -------------------- |
| 03-04-1994    | 17-05-2010    | SA12I0OGIV12 | 31/12               | برايس ووترهاوس كوبرز |

## ملف الأسهم
| رأس المال المصرح به (ريال سعودي) | عدد الأسهم المصدرة | رأس المال المدفوع (ريال سعودي) | القيمة الاسمية للسهم | القيمة المدفوعة للسهم |
| -------------------------------- | ------------------ | ------------------------------ | -------------------- | --------------------- |
| 630,000,000                      | 63,000,000         | 630,000,000                    | 10                   | 10                    |

## تغيرات في راس المال
أوصى مجلس الإدارة بتاريخ 12-02-1443هـ (الموافق 19-09-2021م) بتخفيض رأس مال الشركة إلى (482,334,000) ريال وبنسبة 23.4% ، ومن ثَم زيادة رأس مال الشركة عن طريق طرح أسهم حقوق أولوية بقيمة (249,000,000) ريال سعودي.
في 16 مارس 2022، وافقت هيئة السوق المالية على طلب شركة الحسن غازي إبراهيم شاكر تخفيض رأس مالها من (630,000,000) ريال إلى (482,334,000) ريال وبالتالي تخفيض عدد الأسهم من (63,000,000) سهم إلى (48,233,400) سهم.
| تاريخ اعلان التوصية | نوع الإصدار | تاريخ الاستحقاق | رأس المال الجديد | رأس المال السابق |
| ------------------- | ----------- | --------------- | ---------------- | ---------------- |
| 2015-03-29          | منحة اسهم   | 2015-05-21      | 630,000,000      | 350,000,000      |